# Clementina Cantoni
Pour les articles homonymes, voir Cantoni.
Clementina Cantoni (née le 18 mai 1973 à Milan) est une juriste italienne, collaboratrice de l'organisation humanitaire Care International, experte en droit international humanitaire, engagée dans l'aide humanitaire en Afghanistan.

## Biographie
Clementina Cantoni est enlevée à Kaboul le 16 mai 2005 par des hommes armés alors qu'elle rentrait chez elle en voiture et libérée le 9 juin, après 24 jours de captivité.
Elle s'occupait principalement du droit des femmes veuves ou célibataires en leur distribuant des rations alimentaires et en s'occupant de leurs droits.